# My Funny Friend and Me
«My Funny Friend and Me» (с англ. — «Мой забавный друг и я») — сингл английского музыканта Стинга. Он был написан Стингом и Дэвидом Хартли для 40-го полнометражного мультфильма Walt Disney Pictures «Похождения императора». Когда в 1994 году началась разработка мультфильма под названием «Королевство Солнца», Стинга наняли для написания песен к нему. Выпущенный в ноябре 2000 года, сингл достиг 24 места в американском Billboard чарте Adult Contemporary Singles и был номинирован на премию «Оскар» за лучшую оригинальную песню к фильму на 73-й церемонии вручения премии в 2001 году, но проиграл песне Боба Дилана «Things Have Changed» из фильма Кёртиса Хэнсона «Вундеркинды».
Стинг также спел версию песни на итальянском языке под названием «Un amico come te» (с итал. — «Такой друг, как ты») и версию на испанском языке под названием «Un amigo como tú» (с исп. — «Такой друг, как ты»), хотя на испанском языке он спел её с двумя разными акцентами: один нейтральный испанский, который был для латиноамериканского дубляжа, а другой иберийский испанский, который был только для испанского дубляжа Испании.

## Чарты
| Чарт (2001)                        | Высшая позиция |
| ---------------------------------- | -------------- |
| Швейцария (Schweizer Hitparade)    | 91             |
| США (Billboard Adult Contemporary) | 24             |

## Состав
- Продюсеры и аранжировщики: Джимми Джем и Терри Льюис
- Сопродюсер: «Биг Джим» Райт
- Запись вокала: Дэйв Ридо (ассистент: Пабло Мунгия) в Westlake Audio
- Запись и сведение трека и бэк-вокала: Стив Ходж (ассистенты: Брэд Йост и Ксавьер Смит) в Flyte Tyme Studios, Идайна, Миннесота
- Бэк-вокалисты: Терри Льюис, Биг Джим, Тони Толберт и Джеймс Грир
- Гитарист: Дэйв Бэрри
- Программист ударных: Алекс Ричбур
- Дополнительные инструменты: Джимми Джем и Терри Льюис